# Drepturi
Drepturi și libertăți (la plural) se referă la ceea ce știința juridică concede sau recunoaște⁠(d) unui subiect de drept indiferent dacă acesta a fost exonerat sau nu de respectivele drepturi și libertăți; spre deosebire de termenii drept (în engleză law) respectiv drept subiectiv (în engleză right).
În acest sens, conceptul "Drepturi" rezultă a fi un termen confuz, confuzie produsa de o suprapunere concomitentă a mai multor înțelesuri, a diferitelor situații juridice sau relații juridice, prin prisma conținutului, a obiectului sau a sensului a ceea ce este recunoscut sau acordat (concedat), titularului sau eventualului obligat (subiect pasiv). Conceptul dreptului si conceptul libertății sunt concepte analogice (identice) și spre a se sublinia asta le întâlnim pe amândouă, foarte frecvent, ca expresie unitara de forma: drepturile și libertățile.

## Distincții (diferențe)

Algunos derechos reservados. Indicación de una cierta forma de ejercicio del derecho de propiedad intelectual.

O aproximație marcantă o poate determina tipologia subiectului de drept implicat, care subiect poate fi:1) un subiect individual (ex. simpla ființă umană, ex. simpla persoană fizică, ex. simplu cetățean, ex. simplu conațional sau simplu membru al unui Stat, al unei națiuni, al unei societăți civile; 2) o persoană juridică (in sine), un subiect colectiv (națiuni, popoare, muncitori sau persoane de natură morală) sau chiar 3) un subiect non-uman (cum ar fi diferite specii de animale , sau cum ar fi, totalitatea elementelor de natura). Din cele de mai sus, se pot distinge diferite categorii de drepturi, cum ar fi: drepturi subiective, drepturi permanente și drepturi personalísime, drepturi individuale (individual rights), drepturi fundamentale, drepturile ființei umane, drepturile la auto-determinare a popoarelor, drepturile lucrătorilor, apoi, așa-numitele drepturi de animale, printre altele.

Fără îndoială, o primă deosebire care trebuie neapărat făcută se referă la sfera/mediul în care se află plasat acel subiect de Drept luat în discuție: ca relație între persoane particulare, ca relație intre persoane private (dreptul privat), sau ca relații sau activități specifice domeniului politic sau domeniului public (dreptul public).
În prima sferă (circumstanță), în general, drepturile sunt limitate la noțiunea de "capacitate de a pretinde o anume prestare, exercitând-o sau nu", imediat derivată dintr-o  normă juridică (cum ar fi drepturile de proprietar asupra unui anume lucru) sau dintr-un fapt juridic sau dintr-o juridica afacere, (precum în drepturile personale rezultate dintr-un contract), constituite pe ideea de drepturi subiective.
În sfera publică (sau politică) în general, conceptul Drepturi se referă la ideea că individului (în sine) ii corespund o suma de determinate drepturi . . . pentru simplul fapt că există, că există relaționat cu un organism politic (localitate, Stat), acolo apar conceptele filosofice ale drepturilor omului, ale drepturilor ca individ si cetățean sau drepturile morale (moral rights), și juridicele (la propriu) drepturi constituționale, libertățile publice sau drepturilor publice subiective. În terminologia uzuala care se referă la drepturile ființei umane (sau ale individului), apar reliefate (se disting) drepturile civile și politice, drepturile sociale, drepturile economice, sociale și culturale.
Pe de altă parte, în funcție de concepția juridică, asupra originii conceptelor de drept și de putere politică (iusnaturalismo, contractualism, iuspositivismo), pot sau nu pot exista drepturi naturale.

## Antecedente

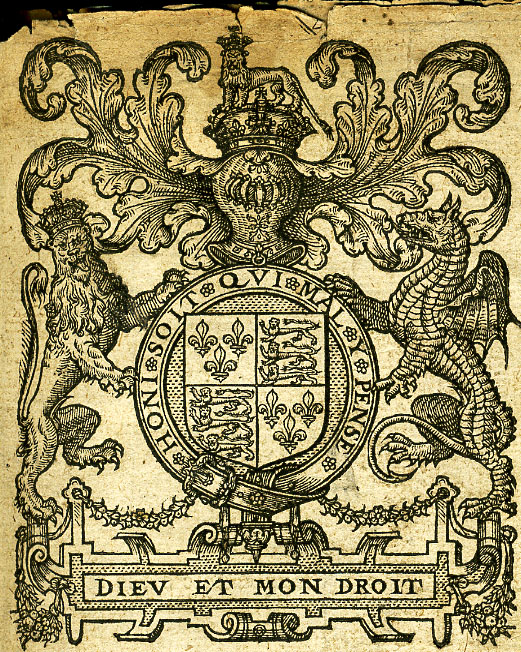
Dumnezeu și dreptul meu, proclamă scutul regilor Angliei.

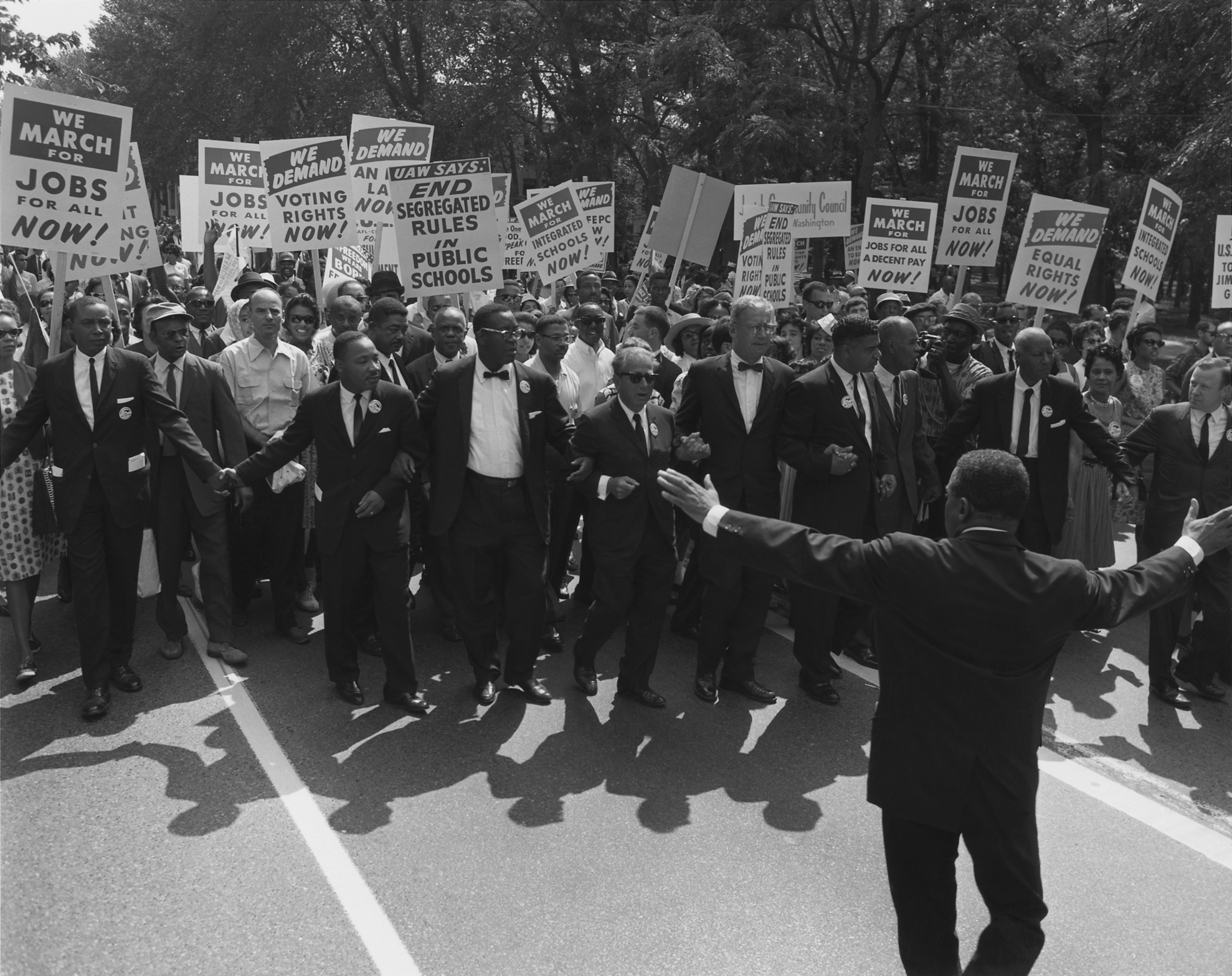
Marșul de la Washington pentru locuri de muncă și pentru Libertate din 1963. Pancartele solicita: drepturile de vot, drepturi egale, încetarea normativelor segregaționiste din școlile publice, activitate laborala pentru toți, activitate compensata cu un salariu decent. In fruntea marșului este Martin Luther King.

În Grecia antică, nu a existat o noțiune a drepturilor de individ, cel puțin nu în sensul modern, deoarece conceptele de drepturi și de libertăți se diluau în cadrul polis-urilor și ajungeau sa beneficieze de ele doar câțiva dintre cetățeni. In Roma antica, s-a întâmplat ceva similar, întrucât organizarea acelor societăți se bazau pe distincția dintre autoritatea publică⁠(d) și autoritatea Pater familias⁠(d), astfel încât indivizii au avut parte de drepturile lor cuvenite doar în funcție de locația lor în aceasta schema (in acest sistem). 
Ordinea feudală (sistemul feudal) și începuturile statului modern se bazează pe o inegalitate instituționalizata astfel încât drepturile indivizilor depindeau de poziția lor în acea schema sociala (apartenența la o anume categorie sociala sau la o anume stare sociala). Prin urmare, în anticul regim, în ce privește utilizarea conceptului de drepturi se făcea cu sensul de imunități sau de privilegii, cu alte cuvinte cu sens de drepturi ne-universale, adică drepturi particulare (particularismul), drepturi limitate la un grup (o familie, o clasa sociala, la o localitate sau la o regiune), cum ar fi dreptul primei nopți și tot felul de drepturi feudale. Acest mod de a fi înțelese lucrurile, conducea la a se echipa cu dreptul de bir, atât birurilor ecleziastice , dreptului exclusiv, cum era cazul monopolurilor  (dupa cum si al boierilor feudali, al societăților privilegiate, al brevetantilor, pentru cărți sau invenții --- drepturi de autor ---).
Expresia "Încasatul de drepturi" continua sa fie expresie comună pentru desemnarea (la grămadă) a tuturor tipurile de impozite, de taxe și de contribuții. Într-un mod asemănător, aservirea (subjugarea, înrobirea) unora, rămâne "izvor" al drepturile (al bunăstării) altora), după cum explicit reiese in cadrul conceptului juridic spaniol "servitud o derechos de paso".
Una dintre cele mai vechi sintagme care caută sa clarifice încurcata condiție pricinuita de omonimia conceptelor „Drepturi“ si „Drept“ este sintagma drept subiectiv. Acest lucru si-ar avea originea în gândirea canoniștilor din secolul al XI-lea, sau gândirea lui William Ockham, și, ulterior, au fost dezvoltate de către diferite școli; în toate scolile acestea, se aprecia continua trecere dinspre definiția ius ca „putere de care nimeni nu poate fi lipsit împotriva voinței sale, fără vina lui, cu excepția cazului în care există un motiv rațional“ (Ockham) inspre conceptul de „putere a vointei“. Jhering le-a înțeles ca pe „interese protejate prin lege“. În domeniul dreptului privat, noțiunea de drept subiectiv a fost intens dezvoltată, dar in același timp a fost, de asemenea, introdusa si în dreptul public, prin așa-numitele „drepturi subiective publice“ sau „drepturi publice subiective“, de Jellinek.
Conceptul de Drepturi ca și "libertăți  recunoscute sau cucerite" și opozabile conceptului suveran precum "atu"-ul din cărțile de joc sau "drepturi de apărare" este specific Epocii Contemporane⁠(d), epoca inițiată de catre Revoluție liberală, odată cu instituirea unui catalog de "drepturi și de libertăți", recunoscute constituțional (drepturile constituționale sau fundamentale), cum ar fi: libertatea religioasă, libertatea de exprimare, libertatea economică, dreptul la proprietate, la dreptul de întrunire, dreptul de asociere, dreptul la onoare, dreptul la inviolabilitatea domiciliului, dreptul la inviolabilitatea corporală sau integritatea fizică (inclusiv dreptul la viață, interzicerea torturii și a tratamentelor sau pedepselor inumane sau degradante de tratament sau pedeapsă), printre altele.Toate acestea sunt tipice ale declarațiilor de drepturi de Declarația Drepturilor 1689, (Constituția Statelor Unite ale Americii , din 1787 —în special modificările de mai târziu—, Declarația Drepturilor Omului și ale Cetățeanului din 1789 franceză, Constituția spaniolă din 1812, printre altele).
Începând din secolul al XX-lea, drepturile sociale sau a drepturilor de a doua generație au fost incluse în constituții (Constituția Mexicană 1917 din 1917, Constituția Uniunii Sovietică 1918, Constituția de la Weimar 1919 —Germania, 1919, Constituția spaniolă din 1931), ca dreptul la grevă, dreptul la educație, dreptul la muncă, dreptul la locuință (right to housing). La sfârșitul secolului al XX-lea s-au revendicat drepturi difuze sau a treia generație de drepturi, cum ar fi cele medio-ambientale (urmare a mișcărilor ecologiste). De asemenea, a apărut o generație a patra și o a cincea generație de drepturi, încă si mai mică dezvoltare conceptuala (intre acestea se pot integra, de exemplu drepturile animalelor.

## Diferite clase de drepturi
- Drepturi ale ființei umane
- Drepturi ale barbatului
- Drepturi ale femeii
- Drepturi ale copilului
- Drepturi ale homosexualilor
- Drepturi ale minorităților
- Drepturile popoarelor indigene
- Drepturi ale animalelor
- Drepturile Planetei Pământ
- Drepturile civile
- Drepturile politice
- Drepturile constituționale
- Prima generație de drepturi
- Drepturile din a doua generație
- A treia generație de drepturi
- Drepturile fuzzy
- Drepturile individuale
- Drepturi colective
- Dreptul de auto-determinare
- Dreptul auto-deciziei asupra propriei fertilități
- Drepturile sociale
- Drepturi economice

- Privilegii ale nobilului, prerogative ale nobilului, privilegii feudale (biruri feudale, usages, privilegiul nobilului de a dezvirgina, etc.)
- Privilegii ale regelui, sau prerrogativas regias (iura regalia)
- Privilegii ale clerului, prerogative ale clerului sau Privilegii ale Bisericii (birul ecleziastic, birul parohial (curato), privilegiile patrafirului, etc.)
- Drepturi ale lucrătorilor
- Drepturile conceptului proprietate

- Dreptul suprafețelor construibile
- Drepturi ale conceptului proprietate intelectuală
- Drepturi ale conceptului "Brevet de invenție"
- Drepturi de autor (copyright)
- Dreptul denominărilor comerciale⁠(d)

- Drepturile consumatorului
- Dreptul la viață și la integritate fízică si la integritate morală
- Dreptul la auto-deciderea propriei eutanasieri
- Dreptul conceptului avort, dreptul la sănătate sexuala și reproductiva
- Dreptul de formalizare (de oficializare) a propriei căsătorii  și de întemeiere a propriei familii[4]
- Drepturile Miranda sau ale reținuților (deținuților) de a nu destăinui nimic și de dispune de un avocat cu care sa se consulte.
- Dreptul inculpatului la proces juridic jus (debido proceso)
- Dreptul la a fi apărat juridic
- Dreptul la legitimă apărare sau auto-apararea
- Dreptul portului de armă
- Dreptul la revoluție sau dreptul opunerii la opresiune
- Dreptul la onorabilitate, dreptul la proprie imagine + dreptul la spațiu intim personal și familiar (incluzand si capitolul "protejării datelor") + capitolul demnitate.
- Dreptul la intimitate, ca "secretul corespondentei" dar extins asupra a tot ce înseamnă in actualitate "comunicare personala"
- Dreptul inviolabilității domiciliului[5]
- Dreptul inviolabilității corespondentei (secretul corespondentei)
- Dreptul la propria identitate
- Dreptul la uitare
- Dreptul de a nu fi discriminat
- Dreptul la discriminare pozitivă
- Dreptul liberei gândiri si al liberei expresii
- Dreptul practicării, predicării si propagării oricărei religii, (credințe) drept ce include si drepturile la apostazie și la conversiune religioasa (sau de orice alta natura), inclusiv dreptul de a nu practica nici religie (nici o credinta),.
- Dreptul la vot (sufragiul)
- Dreptul la întrunire
- Dreptul de manifestație
- Dreptul la petiție
- Dreptul la participare politică
- Dreptul de asociere
- Dreptul de libertate a sindicalizării⁠(d)
- Dreptul la grevă⁠(d)
- Dreptul la activitate laborală (lucrativă)⁠(d)
- Dreptul libertății de pactare⁠(d)
- Dreptul (de acces) la informație⁠(d)
- Dreptul (de acces) la educație
- Dreptul la asistență medical/sanitară⁠(d)
- Dreptul la un mediu-ambient adecvat[6]
- Dreptul la apă (ca aliment indispensabil)[7]
- Dreptul la alimentație (alimentatie, ca indispensabilitate[8]
- Dreptul la locuință demna si adecvata⁠(d)
- Dreptul de trecere (de circulație)
- Dreptul de pășunare[9]
- Derecho la replică⁠(d)
- Dreptul de întoarcere
- Dreptul de/la retractare⁠(d)
- Dreptul de sobrecarta⁠(d) (un drept specific in Regatul Navarei)
- Drepturi personale (credite la purtător)⁠(d)
- Dreptul personalísim (personal rights)⁠(d)
- Dreptul la blasfemia (dreptul de a blestema)
- Dreptul de a emigra[10]
- Dreptul proclamării drepturilor⁠(d)

## De văzut de asemenea
- Drept obiectiv
- Drept subiectiv
- Drept natural
- Drept pozitiv